# Ури
У̀ри (на италиански и на сардински: Uri) е малко градче и община в Южна Италия, провинция Сасари, автономен регион и остров Сардиния. Разположено е на 150 m надморска височина. Населението на общината е 3031 души (към 2013 г.).